# Suzi Barbosa

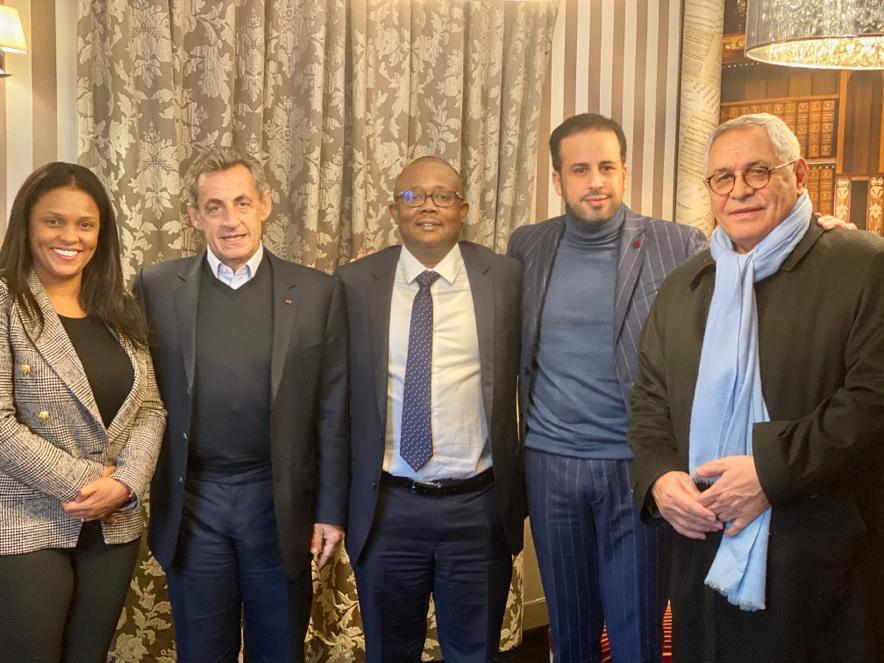
Suzi Barbosa (2020, ganz links)

Suzi Carla Barbosa (* 5. Juli 1973 in Bafatá) ist eine guinea-bissauische Politikerin, Parlamentsabgeordnete und Koordinatorin des Komitees der Parlamentarierinnen von Guinea-Bissau. Seit Juli 2019 ist sie Außenministerin ihres Landes.

## Leben
Barbosa hat einen Abschluss in Internationalen Beziehungen vom Institut für Sozial- und Politikwissenschaften der Technischen Universität Lissabon, einen Master in Entwicklung und internationaler Zusammenarbeit vom Institut für Wirtschaft und Management der Technischen Universität Lissabon und eine Spezialisierung in Europäischen Studien an der Katholischen Universität Löwen in Belgien. Sie ist spezialisiert auf Diplomatie, Entwicklung und internationale Zusammenarbeit und spricht sechs Sprachen: Portugiesisch, Englisch, Spanisch, Französisch, Deutsch und Italienisch.
Sie diente von 2015 bis 2016 als Staatssekretärin für internationale Zusammenarbeit und Gemeinschaften in der Regierung und wurde 2014 ins 9. Parlament gewählt, wo sie zur Vizepräsidentin der Partido Africano da Independência da Guiné e Cabo Verde (PAIGC) und zur Präsidentin des Netzwerks der Parlamentarierinnen ernannt wurde.
Barbosa ist Mitglied mehrerer internationaler Parlamente, nämlich der Gemeinschaft der Portugiesischsprachigen Länder (CPLP), der IPU (Inter-Parliamentary Youth Union) in Genf und der Parliamentarians for Global Action (PGA) in New York als Expertin für Menschenrechte, Gender und Jugend. 2017 war sie Delegierte bei der ersten Konferenz des Frauenkreises der Nationalversammlung in Quebec City, der sich aus Politikerinnen aus französischsprachigen Ländern zusammensetzte, um Kapazitäten für weibliche Führungspersönlichkeiten aufzubauen.
Sie hat häufig in den Bereichen Ermächtigung und Verteidigung der Rechte der guineischen Frauen, Gleichberechtigung und Gleichstellung gearbeitet. Auf internationaler Ebene hat sie als Beraterin im Executive Search in Portugal und Spanien gearbeitet.
Am 4. Juli 2019 wurde sie zur Außenministerin in der Regierung von Aristides Gomes ernannt.